# La Confession de Dorothy
Pour plus de détails, voir Fiche technique et Distribution.
La Confession de Dorothy (titre d'origine : Frau Dorothys Bekenntnis) est un film autrichien réalisé par Mihaly Kertész (qui sera plus tard connu sous le nom de Michael Curtiz), sorti en 1921.

## Fiche technique
- Titre original : Frau Dorothys Bekenntnis
- Titre anglais : A Soul in Torment
- Réalisation : Michael Curtiz
- Pays d'origine :  Autriche
- Date de sortie :
  - Autriche : 7 octobre 1921

## Distribution
- Lucy Doraine : Dorothy Carleton
- Alphons Fryland : William Farleigh
- Count Ludi Salm : Harry Harwood